# Stazione di Cervignano-Aquileia-Grado
La stazione di Cervignano-Aquileia-Grado (fino al 1937 stazione di Cervignano del Friuli) è una stazione ferroviaria nodale di superficie del Friuli-Venezia Giulia che si trova sulla linea ferroviaria Venezia-Trieste. Inoltre, la stazione è capolinea della ferrovia Udine-Cervignano ed è stata capotronco della ferrovia per il pontile di Grado.

## Storia
La stazione fu inaugurata l'11 giugno 1894, quando venne aperto il tratto ferroviario che la collegava con quella di Monfalcone provenendo da Trieste. L'impianto, allora posto in territorio austriaco, fu costruito dalla Società Ferroviaria Friulana (in tedesco Friauler Eisenbahn Gesellschaft, FEG).
Il 18 ottobre 1897, la Società Veneta per Imprese e Costruzioni pubbliche collegò la stazione con la quella di San Giorgio di Nogaro, completando così il tratto ferroviario che proveniva da Venezia passante per Portogruaro. Da questo momento la stazione divenne località di frontiera.
Fra il 1910 e il 1937, la stazione fu capolinea della ferrovia Cervignano-Aquileia-Pontile per Grado, costruita anch'essa dalla FEG ed esercita inizialmente dalle Imperial Regie Ferrovie statali austriache (kkStB) e, al termine della prima guerra mondiale, dalle Ferrovie dello Stato. L'azienda di stato italiana aveva ottenuto nello stesso periodo, l'esercizio delle linee nel Friuli austriaco e degli impianti annessi, tra cui Cervignano.
Nel 1937 con la cessazione del servizio sulla breve linea per il pontile di Grado, la stazione assunse la denominazione Cervignano del Friuli - Grado. Successivamente il nome fu cambiato in quello attuale, ovvero Cervignano - Aquileia - Grado. 

## Strutture e impianti
La stazione dispone di 5 binari passanti con marciapiede, per il servizio viaggiatori, e di altri binari per il servizio merci. Oltre la stazione, in direzione Monfalcone, è presente uno scalo merci, sussidiario rispetto all'impianto di Cervignano Smistamento, posto lungo la linea per Udine.

## Movimento
La stazione è servita da treni regionali e regionali veloci operati da Trenitalia nell'ambito del contratto di servizio stipulato con la Regione Friuli-Venezia Giulia, oltre che da InterCity e Frecciarossa.

## Servizi
La stazione dispone dei seguenti servizi:
- Biglietteria a sportello
- Biglietteria automatica
- Sala d'attesa
- Servizi igienici
- Bar

## Interscambi
- Fermata autobus
- Stazione taxi